# Малый короткомордый медведь
Малый короткомордый медведь (лат. Arctodus pristinus) — вымерший вид из семейства медвежьих, обитавший на Атлантическом побережье Северной Америки и на территории современной Мексики в период между 800 000 и 10 000 лет назад. Вероятно, является предком гигантского короткомордого медведя (лат. Arctodus simus).
Малый короткомордый медведь был мельче и примитивнее гигантского, имел мелкие зубы и узкую челюсть, умеренно короткую морду. Видимо, был всеядным.
Вид вымер в конце плейстоцена в результате конкуренции с более крупными подвидами чёрного медведя и мигрировавшего с западных территорий бурого медведя.